# DreamMix TV World Fighters
DreamMix TV World Fighters (ドリームミックスTV ワールドファイターズ Dorīmumikkusu Tībī Wārudo Faitāzu?) es un videojuego de lucha crossover desarrollado por Bitstep y publicado por Hudson para Nintendo GameCube y PlayStation 2 en Japón el 18 de diciembre de 2003. El juego cruza los personajes de Hudson y Konami la serie de videojuegos y las líneas de juguetes de Takara.

## Jugabilidad
En DreamMix TV, hasta cuatro personajes controlados por jugadores se mueven alrededor de una arena 2D e intentan atacar a sus oponentes. Cada personaje puede realizar una serie de ataques básicos y uno o dos movimientos especiales únicos. Los personajes también pueden lanzar a sus oponentes, protegerlos y esquivarlos para evitar daños, o aferrarse a las barras colgantes para evadir a los oponentes. El juego gira en torno a dañar a los oponentes al hacer que pierdan monedas que representan su vida restante. Un medidor en la parte inferior de la pantalla indica cuánta vida le queda a los personajes. Si un jugador pierde todas sus monedas, entrará en un estado Super Pinch, en el que se encogerá de tamaño y su alma volará por el escenario. Si otro personaje recupera el alma del jugador antes de que pueda, el jugador queda inconsciente, aunque todavía puede moverse por el escenario en forma reducida para interferir con los luchadores restantes. El último luchador al final de la ronda gana. El juego ofrece quince etapas en las que luchar según las franquicias representadas, como Big Shell, Adventure Island, Treena's Tree House y Devastador. Algunas etapas ofrecen riesgos ocasionales que interrumpirán la batalla e infligirán daños adicionales, como cabezas flotantes Medusa en Dracula's Castle.
La campaña principal para un jugador es World Fighters, donde los jugadores deben ganar seis batallas contra una serie predeterminada de oponentes antes de entrar en una batalla final con Mujoe. Las calificaciones del programa aumentarán y disminuirán durante estas batallas según el rendimiento del jugador; los jugadores se clasifican de D a A según las calificaciones promedio al final de la campaña. Los nuevos personajes y escenarios se desbloquean al completar World Fighters con personajes específicos. Character Soul Survival es un modo de batalla multijugador estándar para hasta cuatro jugadores. El juego también presenta el modo Caravana, que ofrece varios desafíos basados en puntajes, y una sección de Biblioteca para ver los personajes desbloqueables y los perfiles de escenario.

## Historia
El incipiente programa de televisión World Fighters ha estado sufriendo la falta de aprobación de la audiencia, y DreamMix TV, la estación que lleva el programa, ha informado a sus anfitriones Mujoe y Haruna que tendrán que rectificar la situación o enfrentar una cancelación inevitable. Con pocas opciones, implementan un plan poco ortodoxo: transmiten un concurso enfrentando a varias superestrellas de diferentes realidades en el combate físico para aumentar el rating.

## Personajes jugables
DreamMix TV ofrece diecisiete personajes jugables, seis de los cuales deben ser desbloqueados, basados en varias videojuegos y juguetes franquicias de Hudson Soft, Konami y Takara. Además de los personajes jugables, Mujoe, el villano recurrente de "Bomberman", aparece en la historia como uno de los anfitriones de "World Fighters" y como el jefe final del juego, ayudado por sus bandidos Hige-Hige. Un personaje original llamado Haruna también aparece en las escenas del modo historia como coanfitrión de Mujoe.
| Hudson | Konami | Takara |
| --- | --- | --- |
| - Binbōgami (Momotaro Densetsu) - Bomberman (Bomberman) - Manjimaru Sengoku (Far East of Eden) - Master Higgins (Adventure Island) - Momotarō (Momotaro Densetsu) - Yūgo Ōgami (Bloody Roar) | - Moai (Gradius) - Power Pro-kun (Power Pros) - Simon Belmont (Castlevania) - Solid Snake (Metal Gear) - TwinBee (TwinBee) | - Asuka (Cy Girls) - Licca Kayama (Licca-chan) - M121 Mason (Microman) - Megatron (Transformers) - Optimus Prime (Transformers) - Tyson Granger (Beyblade) |